# Zacapilol
Zacapilol är en ort i Mexiko.   Den ligger i kommunen San Felipe Orizatlán och delstaten Hidalgo, i den sydöstra delen av landet, 210 km norr om huvudstaden Mexico City. Zacapilol ligger 232 meter över havet och antalet invånare är 135.
Terrängen runt Zacapilol är platt åt sydost, men åt nordväst är den kuperad. Zacapilol ligger uppe på en höjd. Runt Zacapilol är det ganska tätbefolkat, med 248 invånare per kvadratkilometer. Närmaste större samhälle är Tamazunchale, 19,6 km väster om Zacapilol. Omgivningarna runt Zacapilol är en mosaik av jordbruksmark och naturlig växtlighet.